# Gustav und Wilhelm Löw
Gustav und Wilhelm Löw war ein im Weinviertel ansässiger, österreichischer Agrarkonzern.
Die Gebrüder Gustav (11. September 1870 in Bzenec; † 22. Juni 1940 in Kensington (London)) und Wilhelm (* 28. März 1869 in Velehrad; † 7. Februar 1945 in New York) waren ursprünglich Heu- und  Getreidehändler, zogen 1909 aus Vyškov nach Angern an der March, wo sie 1910 die Grundherrschaft Angern samt Schloss erwarben und die Landwirtschaft industriell ausbauten. Um die Feldfrüchte zu verarbeiten, errichteten sie eine Rübenspiritusfabrik, eine Trockenanlage und eine Raffinerie. Mit der Zeit vergrößerten sie ihren Betrieb immer weiter, sodass sie zuletzt 48 Gutshöfe im Weinviertel besaßen, darunter beispielsweise auch das Schloss Matzen, das sie 1931 von der befreundeten Familie Kinsky erwarben und fortan als Wohnsitz nutzten.

## Enteignung
Die Zeitung Agrarische Post berichtet in ihrer Ausgabe vom 5. November 1938: 

„Ausgiebige Steuerstrafe für eine Judenfirma. Die vier Gesellschafter der Spiritusfabrik und Raffinerie Gustav und Wilhelm Löw in Angern an der March (Niederdonau), die Juden Gustav, Wilhelm, Gertrude und Marianne Löw wurden zu einer Geldstrafe von 9,6 Millionen Reichsmark verurteilt. Diese ausgiebige Steuerstrafe wurde wegen riesiger Personalsteuerhinterziehungen verhängt, die sich die genannten Juden im Laufe der letzten Jahre zuschulden kommen ließen. Die genannten Löws sind allerdings ins Ausland entkommen. Die Strafsumme wird aber von den hier verbliebenen Vermögenswerten gedeckt und ihr Betrieb in arische Hände überführt.“

 Das Steuerstraferkenntnis war jedoch rechts- und gesetzeswidrig, wurde per Bescheid des Bundesministeriums für Finanzen vom 4. Mai 1948 aufgehoben und die Restituierung der Liegenschaften eingeleitet.